# روجر شابمان (لاعب غولف)
روجر شابمان (بالإنجليزية: Roger Chapman)‏ هو لاعب غولف بريطاني، ولد في 1 مايو 1959 في ناكورو في كينيا.

## وصلات خارجية
- روجر شابمان على موقع رابطة لاعبي الغولف المحترفين (الإنجليزية)
- روجر شابمان على موقع رابطة أوروبا للاعبي الغولف المحترفين (الإنجليزية)
- روجر شابمان على موقع التصنيف العالمي الرسمي للغولف (الإنجليزية)